# Ślaz dziki

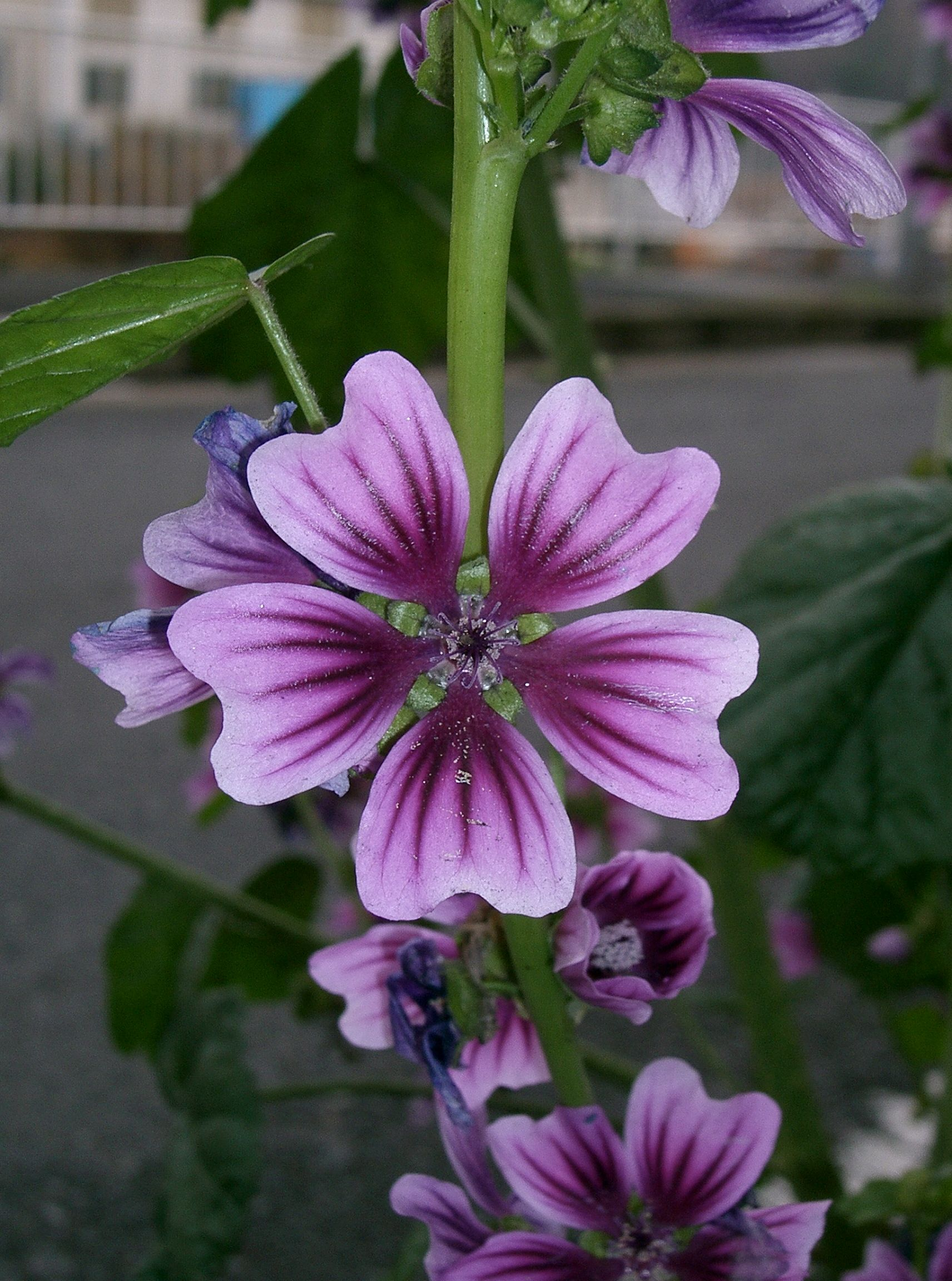
Kwiatostan

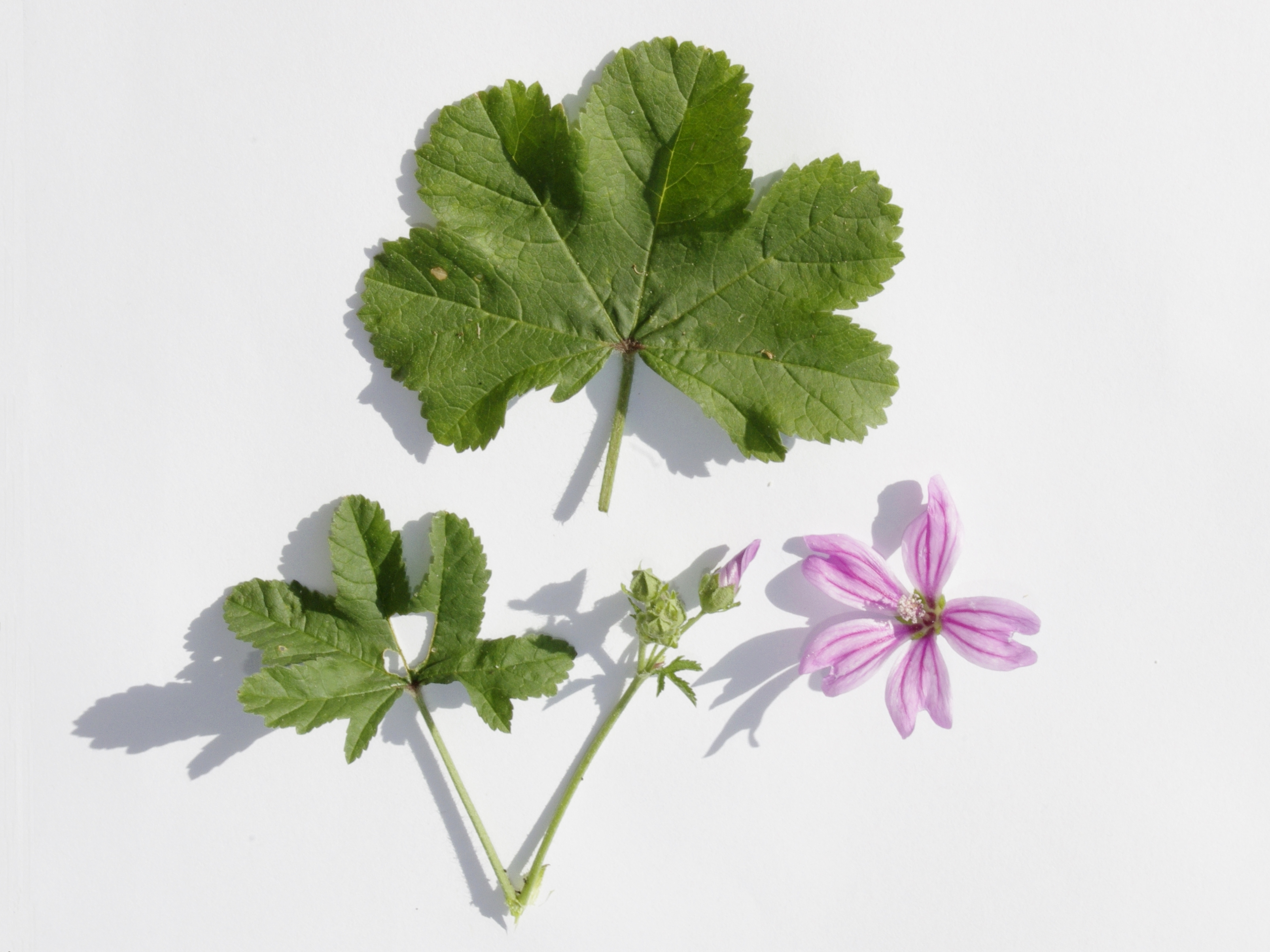
Liście i kwiat

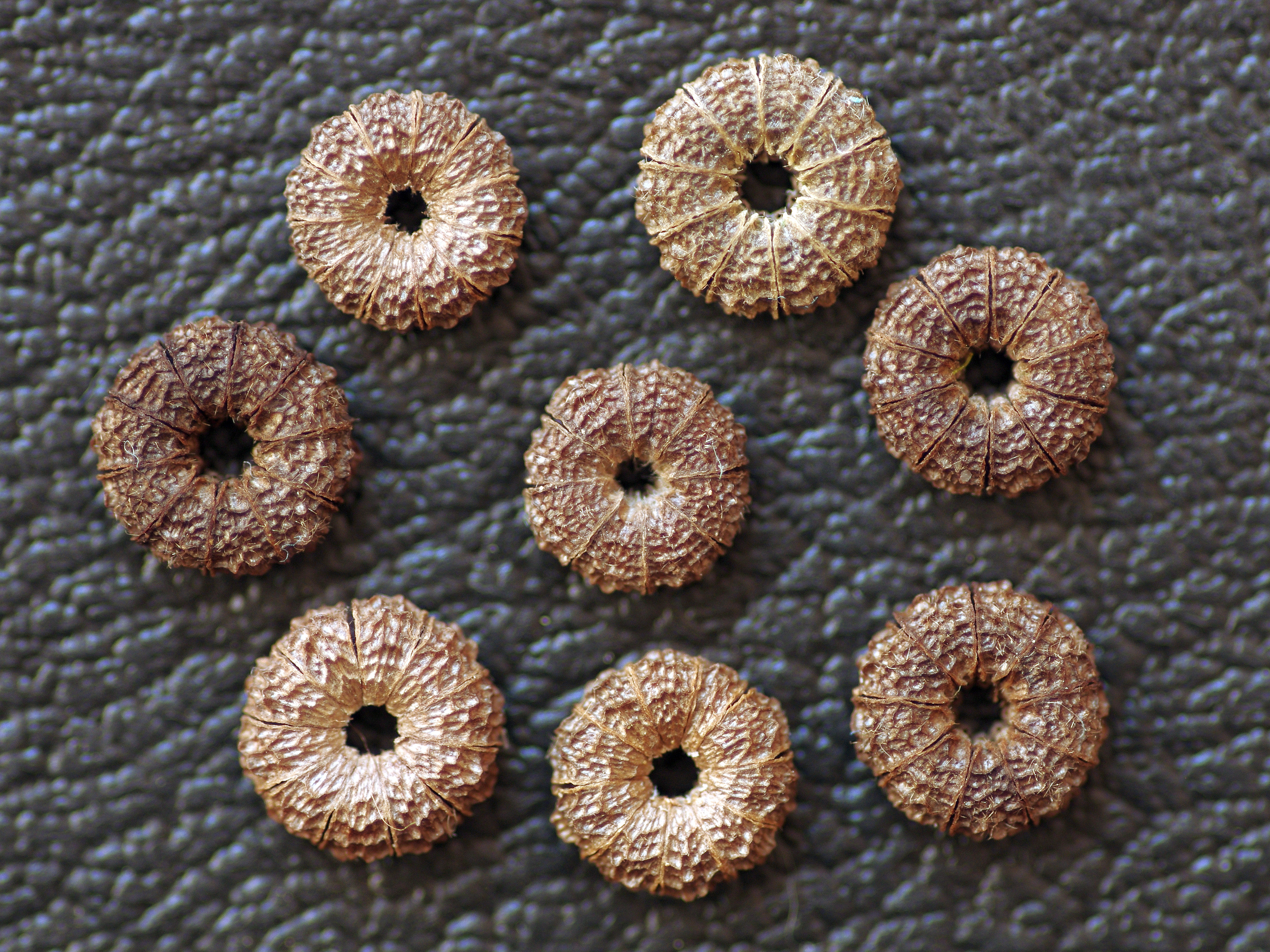
Owoce

Ślaz dziki (Malva sylvestris L.), czasami nazywany także ślazem leśnym – gatunek rośliny należący do rodziny ślazowatych (Malvaceae). W gwarach ludowych ślaz dziki nazywany jest: ślazik, ślazówka, malwa dzika, guziczkowe ziele, ślaz zajęczy, kędzierzawiec.

## Zasięg występowania
Rodzime obszary jego występowania to Europa, duża część Azji, Afryka Północna. Później rozprzestrzenił się także na Azorach i gdzieniegdzie poza obszarem swojego rodzimego występowania. W wielu krajach jest uprawiany. Obecnie występuje na wszystkich kontynentach (poza Antarktydą). W Europie Środkowej jako gatunek zawleczony pojawił się we wczesnym neolicie. W Polsce występuje pospolicie na całym niżu i w niższych partiach gór. Status we florze Polski: archeofit.

## Morfologia
ŁodygaOdstająco owłosiona, o pędzie głównym wzniesionym. Pędy boczne są pokładające się lub wzniesione tylko wierzchołkami. Ma wysokość do 1 m.
LiścieDługość do 12 cm i szerokość do 15 cm. Mają 3, 5 lub 7 klap i są w nasadzie faliste. Liście są barwy zielonej lub brunatnozielonej i mają brzeg nieregularnie ząbkowany. Powierzchnia dolna blaszki jest silniej owłosiona i wyraźniej unerwiona niż powierzchnia górna. Nerwy główne na powierzchni górnej i nerwy ogonka mogą być fioletowe. Ogonki są tak długie jak blaszki liści, do 2 mm szerokie, okrągławe i nieco spłaszczone, podłużnie lekko bruzdowane, zielone, brunatnozielone lub fioletowe.
KwiatySkłada się z kieliszka z 3 podłużnymi lub eliptyczno-lancetowatymi działkami, które są krótsze od działek kielicha i ustawione bezpośrednio pod nimi. Z kielicha z 5 owłosionymi trójkątnymi działkami, zrośniętymi nasadami. Z korony 3–4 razy dłuższej od kielicha z 5 klinowato zwężonymi, powcinanymi płatkami, zrośniętej z nasadą rurki pręcików. Z licznych pręcików, których nitki zrośnięte są w rurkę pokrytą małymi, gwiazdowatymi włoskami, a także pojedynczymi włoskami widocznymi pod lupą. Z licznych, pomarszczonych słupków, nagich lub niekiedy owłosionych, zamkniętych w rurce pręcików i rozmieszczonych koliście wokół szyjki centralnej, zakończonych licznymi, nitkowatymi znamionami. U odmian uprawnych kieliszek jest 3–7-dzielny, kielich 5–8-działkowy, a korona 5–10-płatkowa.
OwocRozłupnia o średnicy do 8 mm, składająca się od 9 do 13 jednonasiennych rozłupek. Mają błoniaste ściany boczne i marszczoną, siateczkowatą strukturę na grzbiecie. Nasiona nerkowate, zmarszczone, brunatne ze srebrzystoszarym nalotem.

## Biologia i ekologia
PokrójRoślina dwuletnia lub bylina, hemikryptofit. Kwitnie od końca czerwca do późnego października. Kwiaty zapylane przez owady. Roślina miododajna.
SiedliskoRośnie na siedliskach ruderalnych i segetalnych: przydrożach, przychaciach, nieużytkach, zrębach, brzegach rzek, miedzach, zaroślach oraz na polach uprawnych jako chwast. Roślina światłolubna i azotolubna. Jest rośliną wskaźnikową piaszczystych gleb. Lubi gleby średnie i lżejsze nie kwaśne, nie znosi gleb mokrych. W klasyfikacji zbiorowisk roślinnych gatunek charakterystyczny dla SAll. Artemisienea.
Genetyka i zmiennośćLiczba chromosomów 2n = 42. Tworzy mieszańce z ś. drobnokwiatowym i ś. zaniedbanym.
Korelacje międzygatunkowePasożytują na niej niektóre gatunki grzybów: Puccinia malvacearum powodująca rdzę malwy, Ascochyta malvicola, Septoria heterochroa powodujące plamistość liści i Phomopsis malvacearum. Żeruje na nim wiele gatunków chrząszczy: w kwiatach larwy Malvapion malvae i Pseudapion rufirostre, na liściach tworzące galasy larwy Podagrica fuscicornis i Podagrica fuscipes, na łodydze Lixus angustatus (Dilixellus angustus) i larwy Aspidapion radiolus (Aspidapion radiolus) i Aspidapion aeneum (Koestlinia aeneum).

## Zastosowanie

### Roślina lecznicza
Surowiec zielarskiKwiat ślazu dzikiego (Malvae sylvestris flos) – całe lub połamane, wysuszone kwiaty oraz liść ślazu (Malvae folium) – cały lub połamany, wysuszony liść ślazu dzikiego oraz ślazu zaniedbanego. Roślina jest surowcem śluzowym. Zawartość śluzu w kwiatach wynosi 0,5–6%. Zawierają ponadto glikozyd antocyjanowy: malwinę, kwasy organiczne i składniki mineralne.
DziałanieSurowiec ten jest używany jako środek osłaniający i zmiękczający zewnętrznie i wewnętrznie w stanach nieżytowych nosa i zapalnych dróg oddechowych. Zawarty w kwiatach śluz przechodzi do wyciągów wodnych i powleka błony śluzowe jamy ustnej, gardła i krtani, chroniąc je przed podrażnieniem, łagodzi również kaszel, przywraca ruch nabłonka rzęskowego, ułatwia odkrztuszanie i zmniejsza stan zapalny. Jest jednym z surowców roślinnych które mogą być stosowane u małych dzieci i niemowląt.
DawkowanieNapar z kwiatów ślazu dzikiego uzyskuje się poprzez naparzanie pod przykryciem przez 15 minut 1–2 łyżek surowca zalanych 350 ml wrzątku. Po 15 minutach należy odcedzić napar. Pić po ⅛ szklanki 3 razy dziennie po jedzeniu w suchym kaszlu i chrypce. Napar można również stosować do płukania gardła oraz w postaci lewatyw u małych dzieci w nawykowych zaparciach. Napar taki nadaje się również do kąpieli niemowląt z atopowym zapaleniem skóry.
Zbiór i suszenieDo celów leczniczych zbiera się od czerwca do sierpnia w okresie zakwitania świeżo rozwinięte kwiaty, zrywając je ręcznie bez szypułek i starając się nie zgniatać koron. Szybko suszy się rozłożone cienką warstwą w cieniu i przewiewie w celu zachowania pięknej niebieskofioletowej barwy.

### Roślina jadalna
Dawniej spożywany był jako jarzyna. Z młodych liści i pędów ślazu sporządzano zupę ziołową, sałatkę i dodatki. Z suszonych liści robiono herbatę. Kwiaty dodawano do surówek. Na terenach biblijnych dwa gatunki ślazu: ślaz dziki i ślaz nicejski są w Izraelu pospolite. Zdaniem badaczy roślin biblijnych tych dwóch gatunków dotyczy werset w Księdze Hioba (6,6-7): „Czy miła potrawa bez soli, a ślaz czy w smaku przyjemny? Dotknąć się tego nie ważę, są niby chleb nieczysty”.

### Roślina ozdobna
Jest uprawiany jako roślina ozdobna. Nadaje się na rabaty kwiatowe w ogródkach, szczególnie naturalistycznych. Uprawiane kultywary mają kwiaty o barwie od białej przez niebieską do ciemnopurpurowej.

## Uprawa
Jest uprawiany zwykle jako roślina dwuletnia, czasami bylina. Strefy mrozoodporności 5–10. Najlepiej rośnie na słonecznym stanowisku i na przepuszczalnym, niezbyt żyznym podłożu. Rozmnaża się przez nasiona lub sadzonki, zwykle w ogrodzie rozsiewa się sam. Po pierwszym kwitnieniu należy go nieco przyciąć. Wiosną bywa atakowany przez grzyby z rodziny rdzowatych.

Przeczytaj ostrzeżenie dotyczące informacji medycznych i pokrewnych zamieszczonych w Wikipedii.